# René Duffort
 (février 2023).
Si vous disposez d'ouvrages ou d'articles de référence ou si vous connaissez des sites web de qualité traitant du thème abordé ici, merci de compléter l'article en donnant les références utiles à sa vérifiabilité et en les liant à la section « Notes et références ».

a Compétitions nationales et continentales officielles uniquement.

b Matchs officiels uniquement.
René Duffort, né le 20 avril 1923 à Soustons et mort le 13 juillet 1997 à Perpignan, est un joueur français de rugby à XV et international français puis entraîneur de rugby à XIII. Il évolue au poste de demi d'ouverture, demi de mêlée, centre ou de troisième ligne dans les années 1940 et 1950. Il devient par la suite entraîneur de rugby à XIII, notamment de l'équipe de France de rugby à XIII.
Enfant de Soustons, il s'adonne au rugby à XV dans sa jeunesse au sein du club de l'A.S. Soustons durant la Seconde Guerre mondiale. Vite repéré, l'U.S.Dax l'enrôle pour la saison 1943-1944. A la sortie de guerre, il tente une première expérience au rugby à XIII en jouant au Toulouse olympique XIII disputant la finale du Championnat de France en 1945, avant de revenir une année à Soustons. En 1947, il change alors définitivement de code et rejoint le R.C. Roanne avec lequel il remporte le Championnat de France en 1947, 1948 puis l'U.S. Lyon-Villeurbanne avec un nouveau titre de Championnat de France en 1951. En 1951, il prend part au projet de Maurice Tardy de constituer une grande équipe de rugby à XIII à Paris : le Celtic de Paris. L'expérience dure deux saisons avant un retour à Lyon avec succès puisqu'il y remporte le Championnat de France en 1955 et la Coupe de France en 1954.
Parallèlement à son parcours de club, René Duffort est durant près d'une décennie un titulaire de l'équipe de France comptant dix-neuf sélections, remportant la Coupe d'Europe des nations en 1949, 1951 et 1952, et prenant part à la mémorable Tournée de l'équipe de France en 1951 en hémisphère sud.
En concomitance et après sa carrière sportive, il prend en main en tant qu'entraîneur les destinées des clubs de l'U.S. Lyon-Villeurbanne, Celtic de Paris, le R.C. Roanne et le XIII Catalan, ainsi que les rênes de la sélection française avec Jean Duhau, finaliste de la Coupe du monde 1954

## Biographie

### Jeunesse et mariage
René François Duffort naît le 20 avril 1923 à Soustons (Landes). Son père, Jean-Baptiste Duffort (né à Soustons le 8 décembre 1894 et mort le 5 janvier 1967 dans la même ville), est peintre, et sa mère, Catherine Darriet (née le 26 décembre 1904 à Saint-Geours-de-Maremne et morte le 9 mai 1967 à Soustons), sans emploi. Ses parents se marient le 10 novembre 1922 à Soustons. R. Duffort a un frère, Jean Joseph, né en 1926 à Soustons. René Duffort a deux enfants de son premier mariage : Françoise (1949-) et Henri. Il rencontre sa seconde femme, Yane Granier, à Paris et a un troisième enfant Gérard (1953-).

### Des débuts au rugby à XV durant la guerre
René Duffort découvre le rugby à XV dans sa jeunesse et intègre le club de la ville, l'AS Soustons, où il y réalise son apprentissage. Il évolue en équipe première à 17 ans en 1940 et au regard de ses qualités est sélectionné dans la sélection de Côte basque avec laquelle il dispute la finale de la Coupe nationale 1944 aux côtés de Jean Dauger et Jean Dubalen. Il effectue également une saisons à l'US Dax en 1944.

### Changement de code de rugby avec succès
À la sortie de la guerre, R. Duffort se reconvertit dans le code de rugby concurrent : le rugby à XIII. Celui-ci avait été interdit par le régime de Vichy entre 1941 et 1944 et tente de se reconstruire en recrutant dans les rangs du rugby à XV. René Duffort est l'un des noms les plus cités. Il commence sa carrière en XIII au sein du Toulouse olympique XIII lors de la saison 1944-1945 et dès sa première saison dispute la finale du Championnat de France 1945. Il a alors pour partenaire Bernard Cesses, Étienne Cougnenc, Raoul Pérez et Marcel Teychenné. Dans cette finale opposée à l'AS Carcassonne de Puig-Aubert et François Labazuy au stade Jean-Laffon de Perpignan, le Toulouse olympique XIII perd 13-12.

### Première période dorée à Roanne et premières sélections
En 1946-1947, R. Duffort intègre le RC Roanne qu’est venu chercher le président Claudius Devernois qui avait déjà monté avant la guerre une grande équipe en comptant dans ses rangs alors Max Rousié et Jean Dauger. Il y rejoint d'autres grands noms du rugby que Devernois persuade de les rejoindre : Lucien Barris, Élie Brousse, Joseph Crespo, Robert Dauger, Armand Figeac, Pierre Taillantou  ou encore Henri Riu sous la houlette de Robert Samatan. Constitués par cette pléiade de grands joueurs, le RC Roanne parvient à mettre fin à l'hégémonie de l'AS Carcassonne dès cette première saison. Au stade municipal de Lyon, le RC Roanne remporte la finale du Championnat de France 19-0 face aux Canaris puis conserve son titre la saison suivante face au même adversaire 3-2. René Duffort est l'un des artisans de ces succès. Joueur polyvalent, il excelle quel que soit le poste, troisième ligne, demi d'ouverture ou demi de mêlée associé à Taillantou, il ne sort jamais de l'équipe et dispute la grande majeure des rencontres des Roannais.
Le 17 mai 1947, il connaît sa première sélection en équipe de France contre l'Angleterre dans l'ultime rencontre de la Coupe d'Europe des nations, perdue 5-2. Placé au poste de demi d'ouverture, il y est associé à son partenaire de club Taillantou. Alors âgé de 23 ans, il s'inscrit en sélection dans la durant jusqu'en 1953. Lors de la saison 1947-1948, R. Duffort dispute trois des quatre rencontres de la Coupe d'Europe des nations 1948. La France bat à deux reprises le pays de Galles et termine second derrière l'Angleterre. Il dispute également une rencontre contre la Nouvelle-Zélande, perdue 11-7, au Parc des Princes. Toujours installé au poste de mêlée, ses partenaires en charnière sont Taillantou et Robert Caillou, et son grand concurrent au poste est son partenaire de club Joseph Crespo
Lors de la saison 1948-1949, avec son club de Roanne, la route s'arrête en demi-finale du Championnat de France face à un nouvel adversaire de premier plan, le RC Marseille porté par Jean Dop, André Béraud et Brousse, battue 22-0. Même destin en Coupe de France, Le RC Roanne y est éliminé 21-6 par Roanne. En sélection, il dispute une des quatre rencontres de la Coupe d'Europe où cette fois-ci il est associé en charnière avec Crespo, et 12-5 contre l'Angleterre. La France remporte les trois autres rencontres de cette édition et remporte sa première Coupe d'Europe d'après guerre dix ans après son dernier titre.

### 1949: Transfert sur Lyon
Il rejoint ensuite Lyon avec lequel il est champion en 1951.

### 1951: il prend part à la construction du Celtic de Paris et acteur majeur de la Tournée de l'équipe de France en Australie
Il rejoint de 1951 à 1953 le Celtic de Paris. En 1951, il fait partie du groupe de l'équipe de France dans le cadre de la tournée en Australie et en Nouvelle-Zélande.

### 1953-1956: retour à Lyon avec succès
Il retourne à Lyon en 1953.

### Après carrière
Il décède le 13 juillet 1997 à Perpignan.

## Palmarès

### Rugby à XV

#### Détails en club
| Saison    | Saison      | Championnat           | Championnat   | Coupe           | Coupe       |
| Saison    | Saison      | Comp.                 | Class.        | Comp.           | Class.      |
| --------- | ----------- | --------------------- | ------------- | --------------- | ----------- |
| 1940-1941 | AS Soustons |                       |               |                 |             |
| 1941-1942 | AS Soustons |                       |               |                 |             |
| 1942-1943 | AS Soustons | Championnat de France |               | Coupe de France | 1/16 finale |
| 1943-1944 | US Dax      | Championnat de France | Poule de huit | Coupe de France |             |

### Rugby à XIII

#### En tant que joueur
- Collectif : 
  - Vainqueur de la Coupe d'Europe des nations : 1949, 1951 et 1952 (France).
  - Vainqueur du Championnat de France : 1947, 1948  (Roanne), 1951 et 1955 (Lyon).
  - Vainqueur de la Coupe de France : 1954 (Lyon).
  - Finaliste du Championnat de France : 1945 (Toulouse),
  - Finaliste de la Coupe de France : 1950 et 1951 (Lyon).

##### Détails en sélection
| 1.  | 17 mai 1947      | Angleterre          | 2-5   |  | Demi d'ouverture | - | - | - | - |
| 2.  | 25 octobre 1947  | Angleterre          | 15-20 |  | Demi de mêlée    | - | - | - | - |
| 3.  | 23 novembre 1947 | Pays de Galles      | 29-21 |  | Demi d'ouverture | 3 | 1 | - | - |
| 4.  | 28 décembre 1947 | Nouvelle-Zélande    | 7-11  |  | Demi d'ouverture | 3 | 1 | - | - |
| 5.  | 20 mars 1948     | Pays de Galles      | 20-12 |  | Demi d'ouverture | - | - | - | - |
| 6.  | 28 novembre 1948 | Angleterre          | 5-12  |  | Demi de mêlée    | - | - | - | - |
| 7.  | 12 novembre 1949 | Pays de Galles      | 8-16  |  | Troisième ligne  | - | - | - | - |
| 8.  | 4 décembre 1949  | Angleterre          | 5-13  |  | Centre           | - | - | - | - |
| 9.  | 15 janvier 1950  | Autres Nationalités | 8-3   |  | Demi de mêlée    | - | - | - | - |
| 10. | 11 novembre 1950 | Angleterre          | 9-14  |  | Centre           | - | - | - | - |
| 11. | 10 décembre 1950 | Autres Nationalités | 16-3  |  | Demi de mêlée    | - | - | - | - |
| 12. | 11 juin 1951     | Australie           | 26-15 |  | Troisième ligne  | - | - | - | - |
| 13. | 30 juin 1951     | Australie           | 11-23 |  | Troisième ligne  | - | - | - | - |
| 14. | 21 juillet 1951  | Australie           | 35-14 |  | Demi d'ouverture | - | - | - | - |
| 15. | 4 août 1951      | Nouvelle-Zélande    | 15-16 |  | Demi d'ouverture | - | - | - | - |
| 16. | 3 novembre 1951  | Autres Nationalités | 14-17 |  | Demi d'ouverture | - | - | - | - |
| 17. | 25 octobre 1952  | Pays de Galles      | 16-22 |  | Demi d'ouverture | - | - | - | - |
| 18. | 24 mai 1953      | Grande-Bretagne     | 28-17 |  | Demi de mêlée    | - | - | - | - |
| 19. | 7 novembre 1953  | Angleterre          | 5-13  |  | Troisième ligne  | - | - | - | - |

##### Détails en club
| Saison  | Saison                  | Championnat           | Championnat | Coupe           | Coupe      | Sélection | Sélection | Sélection | Sélection | Sélection | Sélection | Sélection |
| Saison  | Saison                  | Comp.                 | Class.      | Comp.           | Class.     | Comp.     | M         | Pts       | Ess.      | Buts      | Dp.       |           |
| ------- | ----------------------- | --------------------- | ----------- | --------------- | ---------- | --------- | --------- | --------- | --------- | --------- | --------- | --------- |
| 1944-45 | Toulouse olympique XIII | Championnat de France | Finaliste   | Coupe de France | 1/4 finale |           |           |           |           |           |           |           |
| 1946-47 | RC Roanne               | Championnat de France | Vainqueur   | Coupe de France | 1/4 finale | CE        | 1         | 0         | 0         | 0         | 0         |           |
| 1947-48 | RC Roanne               | Championnat de France | Vainqueur   | Coupe de France | 1/4 finale | CE        | 4         | 3         | 1         | 0         | 0         |           |
| 1948-49 | RC Roanne               | Championnat de France | 1/2 finale  | Coupe de France | 1/2 finale | CE        | 1         | 0         | 0         | 0         | 0         |           |
| 1949-50 | US Lyon-Villeurbanne    | Championnat de France | 1/2 finale  | Coupe de France | Finaliste  | CE        | 3         | 0         | 0         | 0         | 0         |           |
| 1950-51 | US Lyon-Villeurbanne    | Championnat de France | Vainqueur   | Coupe de France | Finaliste  | CE/T      | 6         | 0         | 0         | 0         | 0         |           |
| 1951-52 | Celtic de Paris         | Championnat de France | 10e         | Coupe de France | 1/8 finale | CE        | 1         | 0         | 0         | 0         | 0         |           |
| 1952-53 | Celtic de Paris         | Championnat de France | 7e          | Coupe de France | 1/2 finale | CE        | 2         | 0         | 0         | 0         | 0         |           |
| 1953-54 | US Lyon-Villeurbanne    | Championnat de France | 1/2 finale  | Coupe de France | Vainqueur  | CE        | 1         | 0         | 0         | 0         | 0         |           |
| 1954-55 | US Lyon-Villeurbanne    | Championnat de France | Vainqueur   | Coupe de France | 1/8 finale |           |           |           |           |           |           |           |
| 1955-56 | US Lyon-Villeurbanne    | Championnat de France | 10e         | Coupe de France | 1/4 finale |           |           |           |           |           |           |           |

#### En tant qu'entraîneur
- Collectif : 
  - Vainqueur du Championnat de France : 1960 (Roanne).
  - Vainqueur de la Coupe de France : 1962 (Roanne).
  - Finaliste de la Coupe du monde : 1954 (France),
  - Finaliste du Championnat de France : 1961 (Roanne).